# Lissoclinum fragile
Lissoclinum fragile är en sjöpungsart som först beskrevs av Van Name 1902.  Lissoclinum fragile ingår i släktet Lissoclinum och familjen Didemnidae. Inga underarter finns listade i Catalogue of Life.